# Hejná
Hejná é uma comuna checa localizada na região de Plzeň, distrito de Klatovy.